# Adidas International 2002
Adidas International 2002 - чоловічий і жіночий тенісний турнір, що проходив на відкритих кортах з твердим покриттям NSW Tennis Centre у Сіднеї (Австралія). Належав до серії International в рамках Туру ATP 2002, а також до серії Tier II в рамках Туру WTA 2002. Тривав з 6 до 13 січня 2002 року. Роджер Федерер і Мартіна Хінгіс здобули титул в одиночному розряді.

## Фінальна частина

### Одиночний розряд, чоловіки
Роджер Федерер —  Хуан Ігнасіо Чела 6–3, 6–3
- Для Федерера це був 1-й титул за рік і 2-й - за кар'єру.

### Одиночний розряд, жінки
Мартіна Хінгіс —  Меган Шонессі 6–2, 6–3
- Для Хінгіс це був 1-й титул за рік і 73-й — за кар'єру.

### Парний розряд, чоловіки
Доналд Джонсон /  Джаред Палмер —  Джошуа Ігл /  Сендон Столл 6–4, 6–4
- Для Джонсона це був 2-й титул за сезон і 23-й - за кар'єру. Для Палмера це був 2-й титул за сезон і 25-й - за кар'єру.

### Парний розряд, жінки
Ліза Реймонд /  Ренне Стаббс —  Мартіна Хінгіс /  Анна Курнікова без гри
- Для Реймонд це був 1-й титул за рік і 32-й - за кар'єру. Для Стаббс це був 1-й титул за рік і 34-й — за кар'єру.